# بویلایش
بویلایش (به آلمانی: Beulich) یک شهر در آلمان است که در راین-هونسروک واقع شده‌است. بویلایش ۵۱۸ نفر جمعیت دارد.